# 헤르베르트 케겔

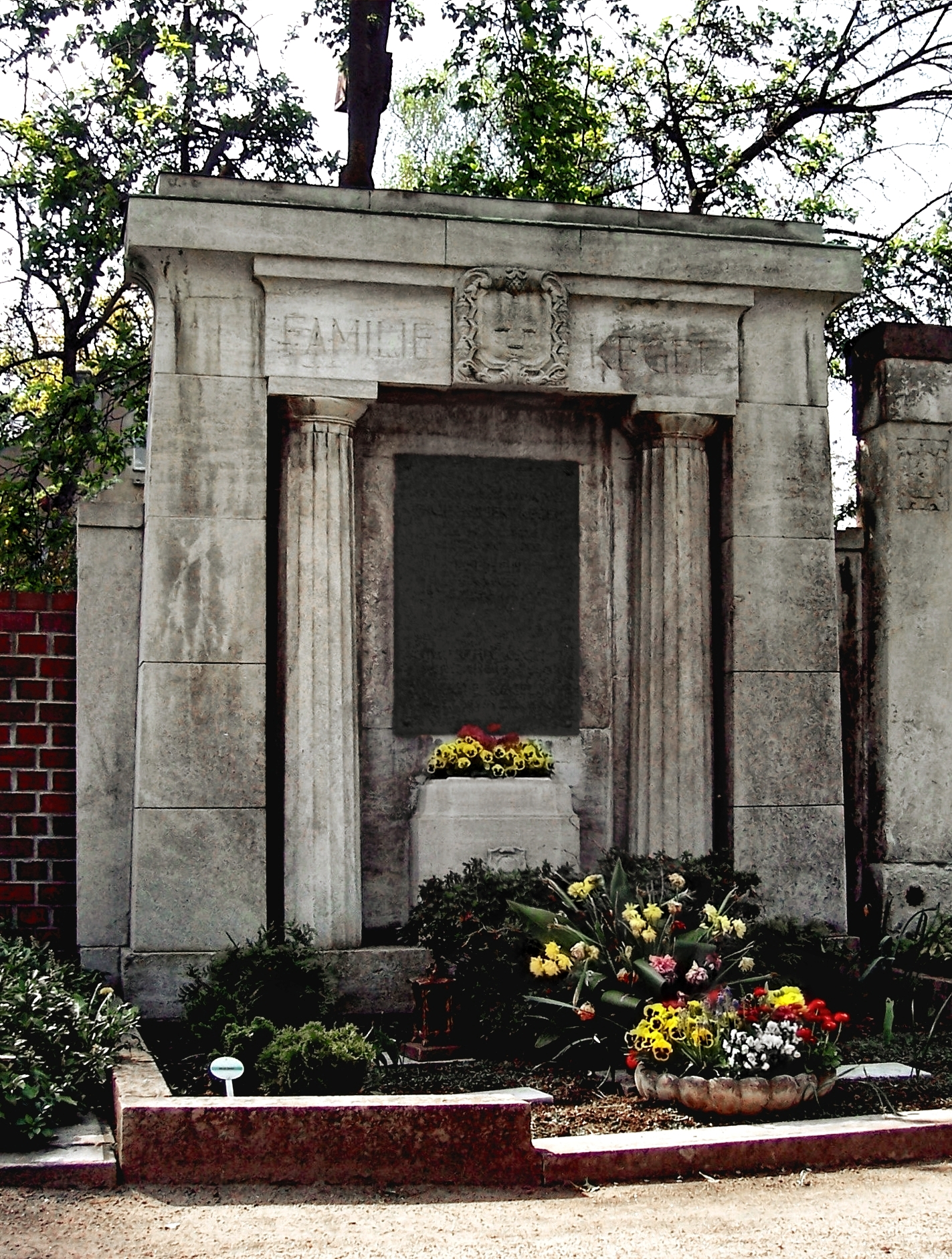

헤르베르트 케겔(Herbert Kegel, 1920년 6월 29일, 드레스덴 – 1990년 11월 20일, 드레스덴)은 독일의 지휘자이다.
1935년부터 40년까지 드레스덴 컨서바토리에서 칼 뵘에게 지휘를, 보리스 블라허에게 작곡을 배웠다. 1946년부터 피르나와 로스톡에서 지휘를 시작했다. 1977년부터 85년까지 드레스덴 필하모니 오케스트라의 상임 지위자를 지냈고, 1990년 자살했다.